# Therese Torgersson
Therese Elisabeth Torgersson (* 28. März 1976 in Göteborg) ist eine ehemalige schwedische Seglerin.

## Erfolge
Therese Torgersson nahm dreimal an Olympischen Spielen. Bis zu ihrem Olympiadebüt 2000 in Sydney segelte sie in der Bootsklasse Europe, dessen olympische Regatta sie auf dem 22. Platz beendete. Anschließend wechselte sie in die 470er Jolle und nahm in dieser mit Vendela Santén an den Olympischen Spielen 2004 in Athen und 2008 in Peking teil. Mit 63 Punkten gewannen sie 2004 die Bronzemedaille hinter dem griechischen und dem spanischen Boot, nur einen Punkt hinter den Spanierinnen. Vier Jahre darauf kamen sie nicht über den 15. Platz hinaus. Bei Weltmeisterschaften gelang Torgersson und Santén 2004 in Zadar der Titelgewinn, zwei Jahre später gewannen sie 2006 in Rizhao die Bronzemedaille.